# Криниця (зупинний пункт)
Криниця (біл. Крыніца) — зупинний пункт Мінського відділення Білоруської залізниці в Молодечненському районі Мінської області. Розташований у селі Криниця; на лінії Мінськ-Пасажирський — Молодечно, поміж зупинними пунктами Татарщизна і Селивонівка.